# Pseudolampona warrandyte
Pseudolampona warrandyte är en spindelart som beskrevs av Norman I. Platnick 2000. Pseudolampona warrandyte ingår i släktet Pseudolampona och familjen Lamponidae. Inga underarter finns listade i Catalogue of Life.